# Sid Jacobson
Pour les articles homonymes, voir Jacobson.
Sid Jacobson né le 20 octobre 1929 et mort le 23 juillet 2022 est un scénariste de comics.

## Biographie
Sid Jacobson naît le 20 octobre 1929 dans le quartier de Brooklyn à New York. Après des études au lycée Abraham Lincoln puis à l'Université de New York, où il reçoit un diplôme en journalisme, il commence à travailler dans deux journaux, le tabloïd The Compass et le journal hippique The Morning Telegraph. En 1951, il est engagé par Harvey Comics où il est d'abord assistant du responsable éditorial Perry Antoshak. Deux ans plus tard, Sid Jacobson est le seul responsable éditorial de Harvey Comics et il occupera ce poste pendant plus de trente ans. C'est chez Harvey qu'il rencontre Ernie Colón avec qui il travaillera pendant des années. En plus de ce travail de responsable éditorial pour un éditeur dont les ventes se chiffrent en million d'exemplaires chaque mois, Sid Jacobson écrit aussi des chansons pour Frankie Avalon (A Boy Without a Girl), Earl Grant ((At) The End (of a Rainbow)), Dion and the Belmonts et Johnny Mathis.
Dans les années 1980 Harvey Comics cesse de publier des comics aussi Jacobson rejoint Marvel Comics où il lance et dirige la collection Star Comics destinée aux plus jeunes. Il fait travailler des artistes de Harvey comme Warren Kremer ou Ernie Colón. Il écrit aussi des scénarios comme Wally the Wizard et Top Dog. Il écrit des adaptations en comics de films : Santa Claus: The Movie (1985), Labyrinthe (1986), Pinocchio et l'Empereur de la Nuit (1987), et Elvira, maîtresse des ténèbres (1988). En 1985 Jacobson publie un roman intitulé Streets of Gold.
Lorsqu'en 1990, Harvey Comics tente de renaître en publiant des comics inspirés de dessins animés de Hanna-Barbera et de la MGM, Sid Jacobson revient à son poste mais cette reprise est un échec : les contrats d'adaptation ne sont pas renouvelés au bout de deux ans et Harvey cesse de nouveau de publier des comics.
En 2006, Jacobson retrouve son complice Ernie Colón pour une adaptation du Rapport final de la commission nationale sur les attaques terroristes contre les États-Unis au format roman graphique intitulé The 9/11 Report: A Graphic Adaptation suivi en 2008 d'un autre roman graphique After 9/11: America's War on Terror. En 2009, ils publient A Graphic Biography: Che, et en 2010 Anne Frank : The Anne Frank House Authorized Graphic Biography.
Jacobson a deux enfants Seth et Kathy. Il vivait à Los Angeles.
Jacobson meurt le 23 juillet 2022 à San Mateo en Californie. Il était âgé de 92 ans,.

## Récompenses
En 2003, il reçoit un prix Inkpot.